# بوبي شيرر
بوبي شيرر (بالإنجليزية: Bobby Shearer)‏ (29 ديسمبر 1931 في المملكة المتحدة - 5 نوفمبر 2006) هو مدرب كرة قدم ولاعب كرة قدم بريطاني في مركز الدفاع. شارك مع منتخب اسكتلندا لكرة القدم. أما مع النوادي، فقد لعب مع كوين أوف ساوث ونادي رينجرز وهاميلتون أكاديميكال ورابطة كرة القدم الاسكتلندية الحادية عشر ‏.

## وصلات خارجية
- بوبي شيرر على موقع الاتحاد الإسكتلندي (الإنجليزية)
- بوبي شيرر على موقع قاعدة بيانات كرة القدم.إي يو (الإنجليزية)